# 榮町站 (岩見澤市)
榮町站（日语：／ Sakaemachi eki */?）是位於北海道岩見澤市東町1條8丁目，北海道旅客鐵道（JR北海道）的幌內線車站（廢站）。隨著幌內線全線廢線，車站在1987年（昭和62年）7月13日廢除。

## 歷史
由於車站附近農地地質都是粘土狀，因此可以進行住宅化。於最接近榮町團地和新東町團地位置開設車站。
- 1980年（昭和55年）10月1日：日本國有鐵道（國鐵）幌內線榮町臨時乘降場（局設定）啟用。
- 1987年（昭和62年）
  - 4月1日：伴隨國鐵分割民營化，車站由北海道旅客鐵道（JR北海道）營運。同日升級為車站，名為榮町站。
  - 7月13日：幌內線全線廢除，此站也廢除[1][2]。

## 車站構造
截至車站廢除前，此站是地面車站，設有1面1線的單式月台。此站是無人車站。由於原本此站是臨時乘降場，因此月台只可容納3卡車廂，月台上鋪上了瀝青。站內設有簡單的候車空間。
榮町站不是在榮町內，而是在榮町旁邊的東町，車站十分接近町的邊界，只有約50米。

## 車站周邊
在車站廢除前，車站周邊設有公營住宅。

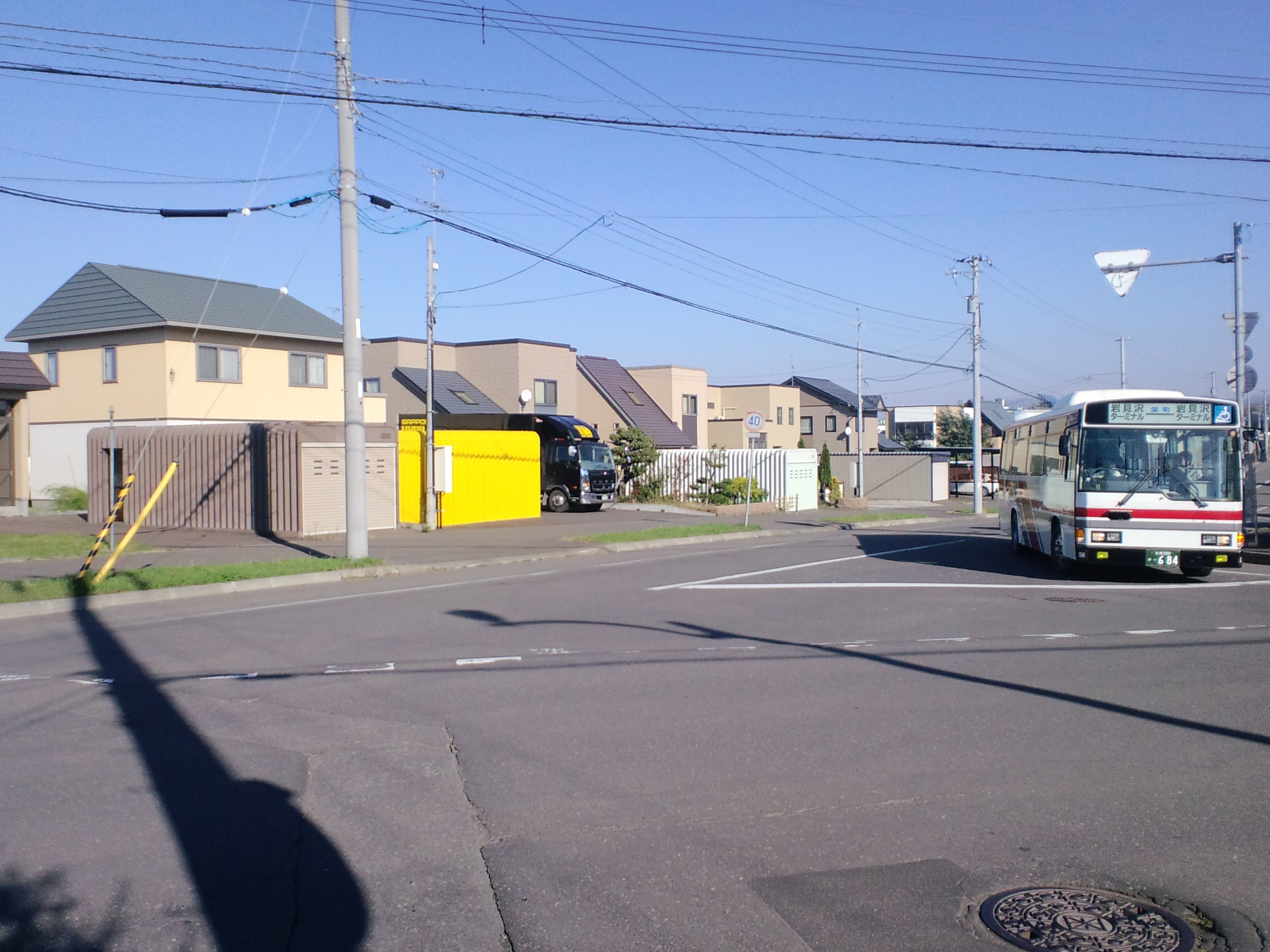
Life Town東町和廢除替代巴士
（距離車站約600米處）

在幌內線廢除後，車站與路軌遺址興建了帶狀新興住宅區「Life Town東町」。另外，遺址還有設置了紀念碑。
- 岩見澤榮町郵局
- 北海道中央巴士（日语：北海道中央バス）「榮町」巴士站
- 岩見澤警署（日语：岩見沢警察署）東駐在所

## 相鄰車站
北海道旅客鐵道
幌內線
岩見澤－榮町－萱野

## 注腳
1. ↑  今尾惠介《日本鉄道旅行地図帳》1號 北海道，新潮社，2008年，p.36
2. ↑  “駆け抜けた105年 幌内線の歴史に幕”. 北海道新聞 (北海道新聞社). (1987年7月13日)